# Endstation Liebe
Endstation Liebe  ist ein deutscher Spielfilm von Georg Tressler aus dem Jahr 1958. Die Hauptrollen erhielten Horst Buchholz und Barbara Frey.

## Handlung
Der junge Fabrikarbeiter Mecky wettet, dass er ein junges Mädchen für ein Wochenende verführen könne. Dabei trifft er auf ein Mädchen aus gutem Hause, Christa, in das Mecky sich verliebt. Vorerst gegen seine Gefühle ankämpfend, erkennt Mecky am Ende des Films den wahren Wert der Liebe und entscheidet sich für Christa und verliert freiwillig seine Wette.

## Hintergrund
Der Film Endstation Liebe war die zweite Zusammenarbeit zwischen dem Regisseur Georg Tressler und dem damals noch jungen deutschen Schauspieler Horst Buchholz. 1956 drehten die beiden den Film Die Halbstarken, mit dem Buchholz zum Filmstar avancierte. 
Der Liebesfilm wurde, wie in den 1950er Jahren üblich, in Schwarz-weiß und Monophon aufgenommen. Die Aufnahmen wurden mit einem 35-mm-Film im Seitenverhältnis 1.37:1  produziert. Das Filmmaterial beläuft sich auf eine Länge von 2.325 m. An der Filmproduktion war Inter West Film beteiligt, die Rechte für den Filmverleih erhielt die Firma Gloria-Filmverleih.
Gedreht wurde unter anderem im Berliner Stadtteil Siemensstadt, auf der Roten Insel in Schöneberg (zu sehen sind die Gasometer) und am Bahnhof Zoo.

## Kritik
Das Lexikon des internationalen Films sah das Anliegen des Films als nicht gelungen an: „Die Bemühung, den glatten, verlogenen Jugendfilmen der 50er Jahre eine realistische Geschichte in authentischem Milieu und mit sozialem Hintergrund entgegenzusetzen, bleibt im Ansatz stecken.“